# 는쟁이벌과
는쟁이벌과(Ampulicidae, Cockroach wasp)는 벌목 꿀벌상과의 하위 분류로 170종 이상이 속한다. 열대 지방에 주로 서식하며 바퀴벌레를 사냥하는 단독성 사냥벌이다.

## 주요 종
- 에메랄드는쟁이벌(Ampulex compressa) - Emerald cockroach wasp
- 암풀렉스 디멘토르(Ampulex dimentor)
- 는쟁이벌(Ampulex dissector)
- 왜는쟁이벌(Ampulex kurarensis)
- 사토오는쟁이벌(Ampulex satoi)